# 小DJ的戀愛物語
《小DJ的戀愛物語》（Little DJ〜小さな恋の物語）是一本POPLAR社於2007年出版的日本小說（由鬼塚忠所著），以及一套改編自此小說的電影。

## 電影
電影版與小說於同一時期製作（在小說出版前的2006年9月到11月期間拍攝；2007年3月製作完成），並於2007年12月15日公映。
雖然電影版的基本情節與小說相同，然而在設定與故事上，如故事的舞台（小說-橫須賀、電影-函館）、太郎與的年齡（原作-小學生、電影-初中生）等，亦有些不同的地方。

### 角色及演員
- 高野太郎（初中1年級生）：神木隆之介
- （13歲，初中2年級生）：福田麻由子
- （29歲，電台監製）：廣末涼子
- 高崎太郎（太郎的主診醫生，通稱年輕醫生）：佐藤重幸（現名戶次重幸）
- （太郎的叔母，護士）：村川繪梨
- 中村捨次（與太郎同房的住院病人）：松重豐
- 結城道夫（與太郎同房的住院病人）：光石研
- （與太郎同房的住院病人）：森康子
- 結城周平（結城的兒子）：賀來賢人
- 護養教師：
- 中嶋洋子（護士）：池田香織
- 海乃惠（的母親）：宮田早苗
- 結城的妻子：長谷川紀子
- （太郎的友人，原名倉一）：十川史也
- （兒童病房的病人）：土屋匠
- （的弟弟、兒童病房的病人）：中村咲哉
- DJ：
- 部長：近江谷太朗
- ：小林且彌
- ：小橋亞樹
- 男病人們：俄克拉荷馬
- 尾崎誠（電台DJ）：小林克也（特別演出）
- （太郎的母親）：西田尚美
- 高野正彥（太郎的父親）：石黑賢
- 高崎雄二（院長，通稱大醫生）：原田芳雄

### 製作人員
- 原作：鬼塚忠《小DJ的戀愛物語》（POPLAR社出版）
- 導演：永田琴
- 編劇：三浦有為子、永田琴
- 音樂：佐藤直紀
- 監製：森谷雄、千葉伸大、遠藤日登思
- 攝影：福本淳
- 照明：市川德充
- 美術：佐佐木記貴
- 錄音：渡邊真司
- 編輯：今井剛
- 影像編輯：石上正治
- 執行製作：須永裕之
- 助導：宮下健作
- 劇本指導：增田千尋
- 服裝：高橋智加江、今枝千佳
- 化妝：清水惇子
- 副監製：盛夏子
- 製作：Little DJ film partners（Amuse Soft Entertainment、Amuse、東京電視台、SKY Perfect Well Think、DesperaDo、IMAGICA、POPLAR社、atmovie）
- 企劃、製作公司：atmovie
- 發行：DesperaDo

## 外部連結
- 電影「Little DJ」官方網站 （页面存档备份，存于）
- poplarbeech 小說「Little DJ」